# Pozorovatelna civilní obrany Polanka nad Odrou
Pozorovatelna civilní obrany Polanka nad Odrou je malý železobetonový bunkr (pozorovatelna civilní obrany), který se nachází poblíže vrcholu kopce Polanka u dálnice D1 nedaleko Polanky nad Odrou (městská část Ostravy) v Moravskoslezském kraji. Tato bývalá terénní pozorovatelna vznikla ve 2. polovině 50. let 20. století v socialistickém Československu v rámci příprav na jadernou válku.

## Konstrukční řešení pozorovatelny

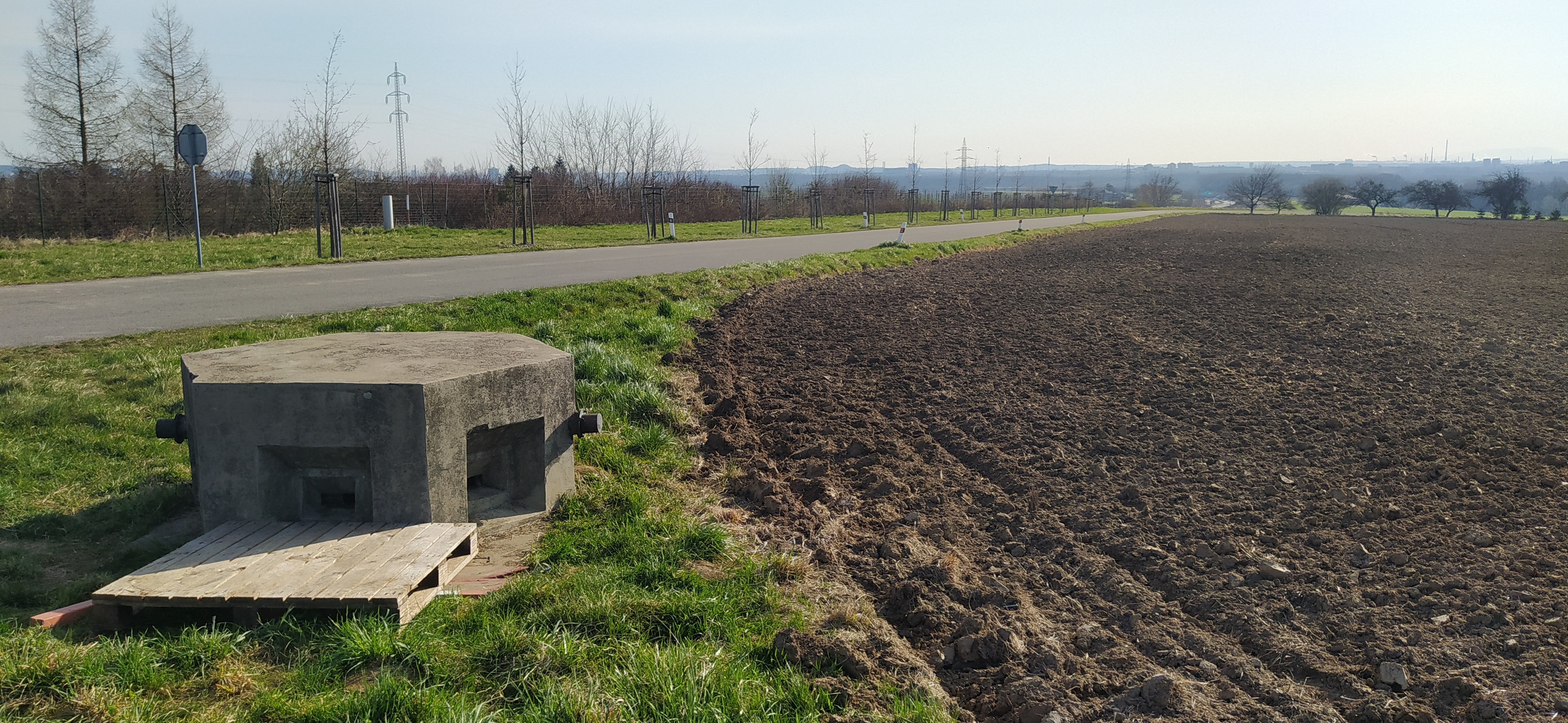
Pozorovatelna civilní obrany Polanka nad Odrou

Pozorovatelna se skládá ze dvou místností a bývala oplocena. Její vnější (viditelná) část je pravidelný šestiboký hranol (pozorovací místnost s uzavíratelnými průhledy a plynotěsným uzávěrem ventilace) a vedle něj je vstup, u kterého již chybí zajištění plynotěsným poklopem.

## Další informace
Pozorovatelna civilní obrany v Polance nad Odrou je neudržovaná a chátrá. Je přístupná z Janovské ulice. Z pozorovatelny je hezký výhled na Ostravu, Moravskou bránu a Beskydy.
Na Ostravsku existují ještě čtyři další bývalé pozorovatelny civilní obrany, z nichž pozorovatelna civilní obrany Hladový vrch je renovovaná.
Poblíže, v Polance nad Odrou se nachází Polanský bludný balvan v Parku Václava Nelhýbla.